# کارلو آلدینی
کارلو آلدینی (ایتالیایی: Carlo Aldini؛ ۶ مه ۱۸۹۴ – ۲۱ مارس ۱۹۶۱) یک هنرپیشه و تهیه‌کننده فیلم اهل ایتالیا بود.
از فیلم‌ها یا برنامه‌های تلویزیونی که وی در آن نقش داشته‌است می‌توان به هلنا اشاره کرد.